# Collisione aerea di Carmel del 1965
La collisione aerea di Carmel del 1965 fu un incidente aereo avvenuto il 4 dicembre 1965 sopra la città statunitense di Carmel quando il Volo Eastern Air Lines 853 entrò in collisione con il Volo Trans World Airlines 42.
Il Volo TWA 42 fu costretto ad un atterraggio all'aeroporto JFK, senza che nessun passeggero riportasse contusioni, mentre il Volo Eastern Air Lines 853 dovette effettuare un atterraggio di emergenza fuoricampo. Tre passeggeri persero la vita ed il Comandante, nel tentativo di salvare i passeggeri rimasti nell'aereo in fiamme, fu mortalmente ucciso dal fumo.

## I velivoli
Il volo Eastern Air Lines 853 era operato da un Lockheed Super Constellation L-1949C con numero di registrazione N6218C e C/N 4526 costruito nel 1953. In seguito all'atterraggio di emergenza fuoricampo venne demolito.
Il volo Trans World Airlines 42 era operato da un Boeing 707-131B con numero di registrazione N748TW e C/N 18387 costruito nel 1962. Seppur danneggiato dalla collisione in volo rimase in servizio fino al 1982 quando fu cannibalizzato e usato come fonte di pezzi di ricambio per i KC-135 dell'USAF.

## I voli
Tutti gli orari sono espressi in formato GMT
Il volo TWA 42 decollò regolarmente dall'aeroporto di San Francisco alle 16:05. La crociera proseguì senza problemi fino alle 20:17, a 11.000 piedi di quota, quando i piloti del 707 videro un altro aereo arrivare ad ore 10' in una apparente rotta di collisione. Il pilota ai comandi, dopo aver spento l'autopilota, virò verso destra e fece alzare il muso del velivolo.

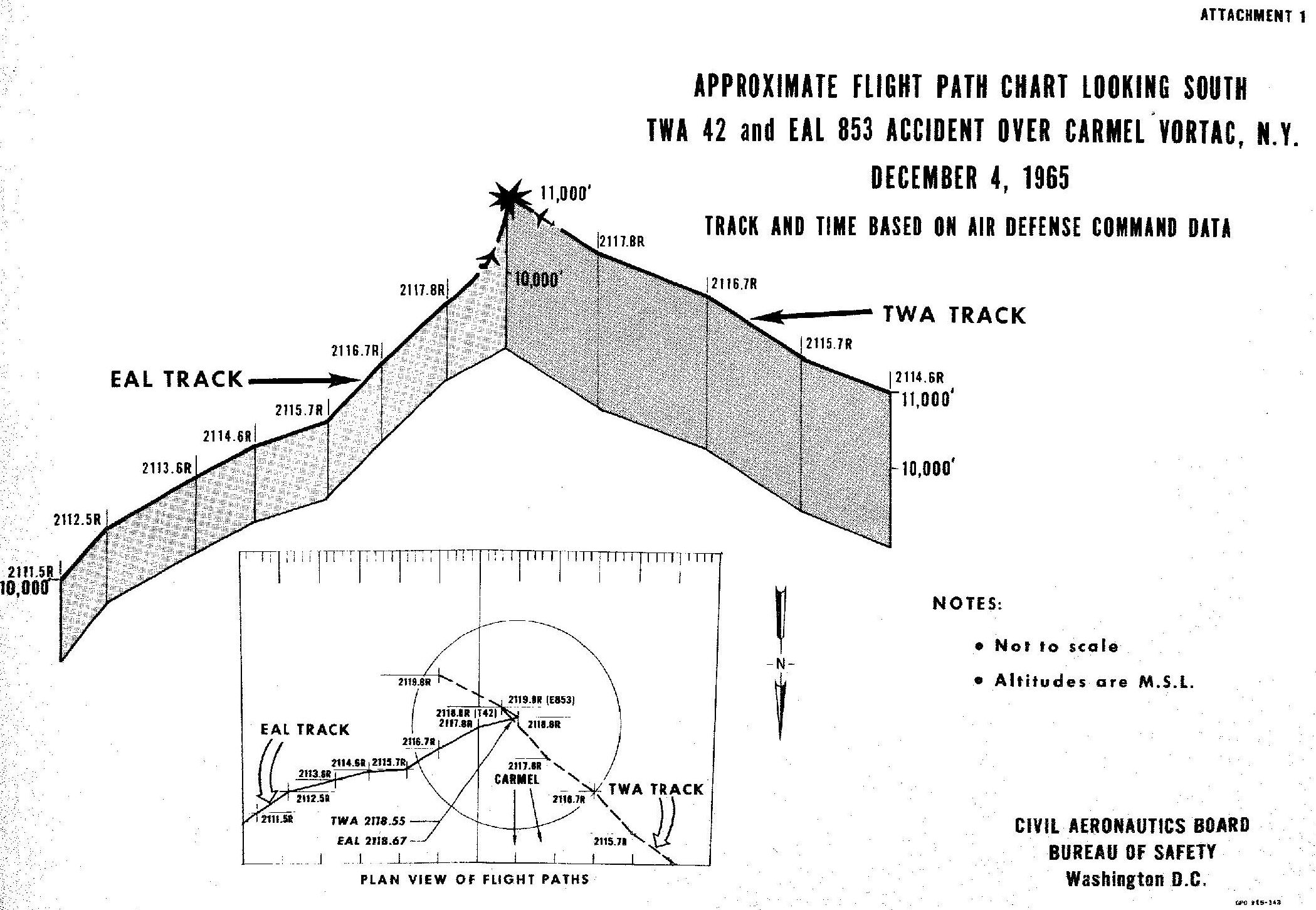
Le rotte dei due velivoli. L'immagine non è in scala

Il volo Eastern 853 decollò dall'aeroporto Generale Logan alle 19:38 e salì fino a 10.000 piedi. Mentre il Constellation si stava avvicinando al VORTAC Carmel attraversò diversi cumuli di nuvole. All'uscita di uno di essi i piloti videro arrivare un altro velivolo da ore 2'. I piloti fecero alzare immediatamente il muso del velivolo senza però riuscire ad evitare la collisione.
L'ala sinistra del Boeing 707 colpì il timone di coda e lo stabilizzatore del Constellation.
Il Boeing 707 riuscì a raggiungere l'aeroporto JFK senza riportare ulteriori danni. Il Constellation invece non rispondeva ai comandi dei piloti i quali riuscirono a controllare il velivolo muovendo le manette dei motori. Il comandante vide un prato abbastanza grande per far atterrare l'aereo e lo allineò usando le manette. Il Constellation impattò prima contro un albero, poi con l'ala destra contro un altro albero ed infine la fusoliera toccò il terreno. Entrambi i piloti sopravvissero all'incidente e si adoperarono per salvare i passeggeri. Il Comandante, White, nel tentativo di entrare nei resti dell'aereo in fiamme inalò del fumo finendo mortalmente intossicato.

## L'inchiesta
Per accertare le cause dell'incidente venne nominata una commissione di inchiesta presieduta dal Civil Aeronautics Board. Un elemento in cui incapparono le indagini fu il fatto che sul Constellation non era installato nessuno dispositivo di registrazione né dei dati di volo né delle comunicazioni radio. Comunque, in base alle testimonianze dei piloti del Boeing e del copilota del Constellation, la commissione appurò che l'equipaggio del volo Eastern a causa di una illusione ottica percepì di trovarsi molto più vicino al volo TWA. La manovra evasiva e la conseguente reazione dei piloti del volo TWA portò i due velivoli a scontrarsi.